# Eugeniusz Szpręglewski
Eugeniusz Szpręglewski (ur. 14 grudnia 1881 w Warszawie, zm. po 1940) – pułkownik uzbrojenia Wojska Polskiego, kawaler Orderu Virtuti Militari.

## Życiorys
Urodził się 14 grudnia 1881 roku w Warszawie, w rodzinie Pawła i Anieli z Czajkowski (Czaykowskich). W 1902 ukończył gimnazjum w Warszawie. Studiował na wydziale fizyczno-matematycznym Carskiego Uniwersytetu Warszawskiego, z którego w 1904 wystąpił w wyniku strajku studenckiego.
W 1906 ukończył szkołę oficerską i służył w artylerii armii rosyjskiej. Na pułkownika awansował ze starszeństwem z 13 września 1917. W czasie służby w armii rosyjskiej był sześć razy ranny i kontuzjowany.
Po rewolucji październikowej był prezesem Związku Wojskowych Polaków Rosyjskiej 2 Armii. Od 6 grudnia 1917 roku służył w I Korpusie Polskim w Rosji, od 12 lutego 1918 jako szef jego sztabu. Za zdobycie Bobrujska 3 lutego 1918 roku został odznaczony Amarantową Wstążką. 
Po odzyskaniu przez Polskę niepodległości 15 listopada 1918 roku został przyjęty do Wojska Polskiego. 11 czerwca 1920 roku został zatwierdzony z dniem 1 kwietnia 1920 roku w stopniu podpułkownika, w artylerii, w grupie oficerów byłych Korpusów Wschodnich i byłej armii rosyjskiej. Pełnił wówczas służbę w Departamencie Uzbrojenia Ministerstwa Spraw Wojskowych. Podczas wojny polsko-bolszewickiej w trakcie bitwy pod Radzyminem był dowódcą artylerii „grupy warszawskiej”. W następnym roku, w stopniu pułkownika w dalszym ciągu pełnił służbę w Departamencie Uzbrojenia MSWojsk., a jego oddziałem macierzystym był 1 pułk artylerii polowej Legionów.
3 maja 1922 roku został zweryfikowany w stopniu pułkownika ze starszeństwem z dniem 1 czerwca 1919 roku i 7. lokatą w korpusie oficerów uzbrojenia, a jego oddziałem macierzystym był Okręgowy Zakład Uzbrojenia Nr I w Warszawie. W 1923 roku pozostawał w Rezerwie Oficerów Sztabowych Dowództwa Okręgu Korpusu Nr I. W następnym roku pełnił służbę w Zbrojowni nr 2 w Warszawie, pozostając oficerem nadetatowym Okręgowego Zakładu Uzbrojenia Nr I. Później służył w Instytucie Badań Materiałów Uzbrojenia. Z dniem 1 kwietnia 1929 roku został przeniesiony służbowo do Departamentu Uzbrojenia Ministerstwa Spraw Wojskowych na stanowisko pełniącego obowiązki zastępcy szefa departamentu. W grudniu 1930 roku został przeniesiony na stanowisko kierownika Instytutu Badań Materiałów Uzbrojenia. Obowiązki służbowe łączył z działalnością społeczną w Komitecie Krzyża i Medalu Niepodległości, w którym pełnił funkcję przewodniczącego I Podkomisji I-go Korpusu i Związków Frontu Zachodniego. Z dniem 31 marca 1932 roku został przeniesiony w stan spoczynku. W 1934 roku pozostawał w ewidencji Powiatowej Komendy Uzupełnień Warszawa Miasto III. Posiadał przydział do Oficerskiej Kadry Okręgowej Nr I. Był wówczas „przewidziany do użycia w czasie wojny”. Po zwolnieniu z czynnej służby został zatrudniony w Państwowych Wytwórniach Uzbrojenia w charakterze referenta uzbrojenia.
Podczas II wojny światowej był oficerem Stacji Zbornej Oficerów Rothesay nazywanej „Wyspą Wężów”.

## Ordery i odznaczenia
- Krzyż Srebrny Orderu Wojskowego Virtuti Militari nr 6693 (10 maja 1922)[23][24][25]
- Krzyż Oficerski Orderu Odrodzenia Polski (7 listopada 1925)[26][27]
- Krzyż Walecznych[27][28]
- Złoty Krzyż Zasługi (17 stycznia 1938)[29]
- Medal Niepodległości (8 listopada 1937)[30]
- Amarantowa wstążka (1918)[7]
- Medal Pamiątkowy za Wojnę 1918–1921[7]
- Medal Dziesięciolecia Odzyskanej Niepodległości[7]
- Brązowy Medal za Długoletnią Służbę[7]
- Odznaka pamiątkowa I Korpusu Polskiego w Rosji[31]
- Odznaka Pamiątkowa Więźniów Ideowych[32]
- Medal Zwycięstwa (Médaille Interalliée)[27]